# Jacobus Johannes Bergsma
Jacobus Johannes Bergsma of Jacob Johan Bergsma (Dantumawoude, 26 december 1771 - Utrecht, 23 oktober 1854) was een Nederlands bestuurder.

## Biografie
Bergsma was een zoon van Petrus Adrianus Bergsma (1743-1824), grietman van Dantumadeel, en Dordonea Jacoba Doitsma (1753-1794). Jacobus Johannes werd op 1 januari 1772 gedoopt in Dantumawoude. Bergsma werd in 1795 benoemd tot lid van de Provinciale Staten van Friesland. Omwille van zijn prinsgezindheid werd hij in 1795 uit deze functie gezet. Toch zou hij tijdens de Franse Tijd wel ambten bekleden. Bergsma was lid van de departementale rekenkamer, assessor van de landdrost en lid van de raad van prefectuur. Na het vertrek van de Fransen werd Bergsma in 1814 benoemd tot raad bij het generaal commissariaat van Friesland. In 1816 werd Bergsma benoemd tot grietman van Dantumadeel.
Bergsma bewoonde in Dantumawoude de Plantenhove, door zijn vader gesticht ter plaatse van de Aesgamastate. Hier verrees in 1906 de Talma Hoeve. Bergsma werd in 1846 eervol ontslagen als grietman waarna hij in Leeuwarden en later in Utrecht ging wonen.

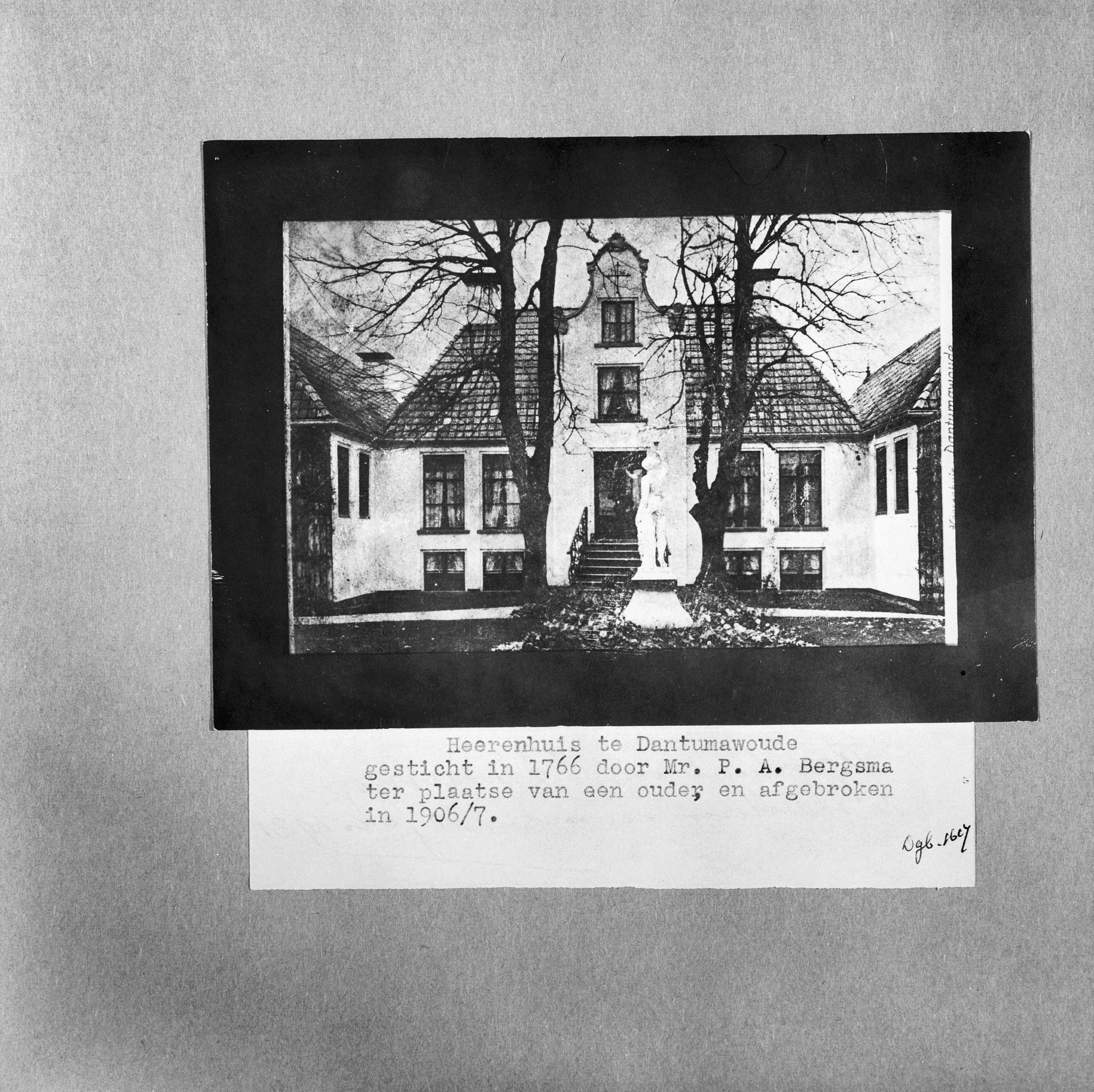
De Plantenhove te Dantumawoude voor de afbraak.

## Huwelijk en kinderen
Bergsma trouwde op 26 augustus 1793 te Dantumawoude met Baukje Zeper. Zij was een dochter van Jan Zeper, zeepzieder, olieslager, houthandelaar en patriot, en Nieske Tichelaar. Samen kregen zij vijf dochters:
1. Nieskia Boudina Bergsma (1794-1857), trouwde met Hermann Rahusen, koopman.
2. Dodonea Jacoba Bergsma (1796-1882), trouwde met Jacobus Cornelis Swijghuisen Groenewoud, predikant en hoogleraar Oosterse talen aan het rijksatheneum van Franeker.
3. Wilhelmina Remelia Bergsma (1798-1834) trouwde met Ferdinand Adrianus van Boelens, ontvanger der rijksbelastingen, vrederechter en later kantonrechter te Beetsterzwaag.
4. Anna Bergsma (1802-1825), trouwde met Bernardus Dorhout, advocaat te Leeuwarden en lid van Provinciale Staten van Friesland.
5. Jeannette Petronella Adriana Bergsma (1808-1864), trouwde met haar neef Petrus Adrianus Fruitier de Talma, kapitein-luitenant-ter-zee.